# Да, боже, да
«Да, боже, да» (англ. Yes, God, Yes) — американский комедийно-драматический фильм о взрослении режиссёра и сценариста Карен Мэн. Премьера состоялась 8 марта 2019 года на кинофестивале SXSW.

## Сюжет
Религиозная ученица средней школы Элис часто сидит в интернете, занимаясь изучением религии, однако ей на почту приходит сообщение от неизвестного, который присылает ей фото своих гениталий и предлагает виртуальный секс. Элис удивлена таким поступком со стороны незнакомца и поначалу готова отправить его сообщение в спам, однако из-за интереса решает начать общение, попутно изучая своё собственное тело.

## В ролях
| Актёр              | Роль       |
| ------------------ | ---------- |
| Наталия Дайер      | Элис       |
| Тимоти Симонс      | отец Мёрфи |
| Вольфганг Новограц | Крис       |
| Эллисон Шрам       | Хизер      |
| Франческа Рил      | Лаура      |
| Джон Вард          | Адам       |
| Сьюзан Блэкуэлл    | Джина      |
| Паркер Вирлинг     | Уэйд       |
| Алиша Бо           | Нина       |
| Донна Шамплин      | ммсс Веда  |
| Мэтт Льюис         | Рон        |
| Кейси Дриест       | Гейл       |

## Критика
Фильм имеет 92% рейтинг на Rotten Tomatoes, 71 балл из 100 на Metacritic, и 61 балл из 100 на сайте Критиканство.